# Mattia Furlani
Mattia Furlani, född 7 februari 2005, är en italiensk friidrottare som tävlar i längdhopp och höjdhopp.

## Karriär
Vid Ungdomseuropamästerskapen i friidrott 2022 vann Furlani dubbla guld i höjdhopp och längdlopp. Vid Junioreuropamästerskapen i friidrott 2023 upprepade han prestationen i längdhopp. Vid inomhus-VM 2024 i Glasgow tog Furlani en silvermedalj.
Hans personrekord i längdhopp är 8,38 meter och hans personrekord i höjdhopp är 2,17 meter.
Vid OS 2024 tog han brons i längdhopp.